# Dicranomyia bullockiana
Dicranomyia bullockiana är en tvåvingeart som först beskrevs av Alexander 1939.  Dicranomyia bullockiana ingår i släktet Dicranomyia och familjen småharkrankar. Inga underarter finns listade i Catalogue of Life.